# Podvinje Miholečko
Podvinje Miholečko falu Horvátországban Kapronca-Kőrös megyében. Közigazgatásilag  Sveti Petar Orehovechez tartozik.

## Fekvése
Kőröstől 12 km-re északnyugatra, községközpontjától 4 km-re délnyugatra fekszik.

## Története
A falunak 1857-ben 71,  1910-ben 98 lakosa volt. Trianonig Belovár-Kőrös vármegye Körösi járásához tartozott. 2001-ben 53 lakosa volt.